# Fricativa palatal sonora
La fricativa palatal sonora es una consonante, usada por algunos idiomas, representada con el símbolo /ʝ/ en el Alfabeto Fonético Internacional. 
Entre los idiomas que usan esta consonante están las lenguas bereberes, pastún, frisón, irlandés, griego y español; en este último, se representa con la letra y o la secuencia hi cuando van entre dos vocales, como por ejemplo "mayo" (/máʝo/), "la hierba" (/laʝéɾba/).

## Características
La consonante /ʝ/ presenta las siguientes características:
- Su articulación es fricativa, lo que significa que su sonido es producido en la boca por una turbulencia del aire expulsado.
- Su punto de articulación es palatal, lo que significa que se articula colocando la parte media o posterior de la lengua contra el paladar rígido.
- Su fonación es sonora, lo que significa que las cuerdas vocales vibran durante su articulación.
- Es una consonante oral, lo que significa que se permite que el aire escape a través de la boca y no a través de la nariz.
- Es una consonante central, lo que significa que se produce al permitir que el aire pase sobre el centro de la lengua y no por los lados.
- Su mecanismo de flujo del aire es egresivo pulmonar, lo que quiere decir que se articula exhalando aire desde los pulmones, como la mayoría de sonidos.

- Datos: Q578601